# Man Singh II.

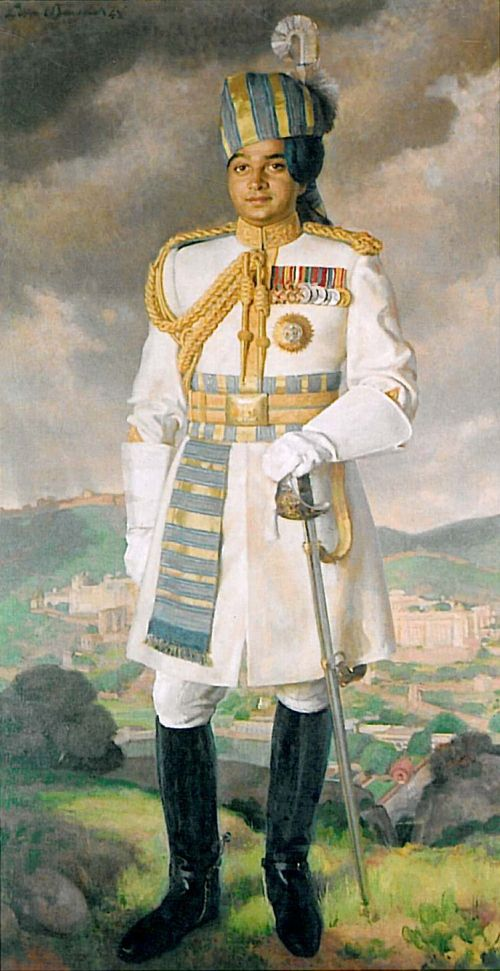
Man Singh II. (vor 1947)

Maharadscha Sawai Man Singh II. (* 21. August 1912 in Isarda (?); † 24. Juni 1970 in Cirencester) war von 1922 bis zum Anschluss an die Indische Union im Jahr 1948 Herrscher des Fürstenstaats Jaipur. Er war der Adoptivsohn des verstorbenen Maharadschas Madho Singh II., der den Fürstenstaat seit dem Jahr 1880 regiert hatte.

## Biografie
Mor Mukut Singh war der zweite Sohn des angesehenen Lokalfürsten und Großgrundbesitzers (thakur) von Isarda, der einer langen Rajputen-Linie entstammte. Am 24. März 1921 bestimmte Madho Singh II. ihn zu seinem Nachfolger, da er selbst keinen legitimen Nachfolger gezeugt hatte; aus Mor Mukut Singh wurde Man Singh II.
Volljährig geworden unternahm Man Singh große Anstrengungen zur Modernisierung seines Staatsgebiets, was letztlich mit dafür ausschlaggebend war, das Jaipur nach der Unabhängigkeit Indiens (1947) die Hauptstadt des neugeschaffenen Bundesstaats Rajasthan wurde. Man Singh behielt jedoch all seine Titel und eine Apanage vom indischen Staat, die jedoch durch eine Verfassungsänderung vom 28. Dezember 1971 abgeschafft wurde.
Aufgrund vieler Aufenthalte in Europa erkannte Man Singh das touristische Potential Rajasthans und wandelte bereits im Jahr 1958 den Rambagh Palace in ein Luxushotel um. Im Jahr 1965 wurde er zum Botschafter seines Landes in Spanien ernannt. Er starb am 24. Juni 1970 im englischen Cirencester an den Folgen eines Sturzes bei einem Polospiel.

## Familie und Nachkommen
Man Singh II. hatte drei Ehefrauen: Seine erste Ehe ging er mit Marudhar Kunwar, einer Schwester des Maharadschas von Jodhpur ein; durch seine zweite Heirat verband er sich mit deren Nichte Kishore Kunwar. Am 9. Mai 1940 heiratete er Gayatri Devi, die Tochter des Maharadschas von Cooch Behar, eine der schönsten Frauen der damaligen Zeit. Man Singh hatte zahlreiche Kinder, doch Bhawani Singh (1931–2011), der älteste Sohn aus seiner ersten Ehe wurde sein Nachfolger.

## Sonstiges
- Man Singhs II. voller Name lautete in den Jahren 1947 bis 1970 Major-General His Highness Saramad-i-Rajaha-j-Hindustan Raj Rajendra Maharajadhiraj Shri Sir Sawai Man Singh II, Maharaja of Jaipur.
- Das im Jahr 1959 eingeweihte Maharaja Sawai Man Singh Museum im Stadtpalast von Jaipur ist nach ihm benannt.